# Michael Stöcker
Michael Stöcker (* 25. Juli 1937 in Steinwiesen in Oberfranken, Bayern; † 9. April 2013 in Rosenheim) war ein deutscher Kommunalpolitiker (CSU) und Oberbürgermeister von Rosenheim.

## Leben
Nach dem Abitur am humanistischen Gymnasium in Ingolstadt ging  Michael Stöcker als Soldat auf Zeit drei Jahre zur Bundeswehr und wurde Marineoffizier. Sein durch ein Hochbegabtenstipendium finanziertes Jurastudium an der LMU München, an der er auch promovierte, und den Vorbereitungsdienst schloss er jeweils mit Prädikatsexamina ab. Seine berufliche Laufbahn begann er nach einer kurzen Dienstzeit bei einer Bundesbehörde Ende 1968 als Staatsanwalt und Richter in Rosenheim.
1972 wurde er für die CSU Stadtrat in Rosenheim und gleich zum Zweiten Bürgermeister gewählt. 1977 gewann er die Oberbürgermeisterwahl und trat das Amt am 22. September 1977 als Nachfolger von Oberbürgermeister Albert Steinbeißer an. 
Seine Hauptziele schon als Zweiter Bürgermeister waren die Verbesserung der Stadtqualität, die Erhaltung der Denkmäler sowie die Bildungs-, Schul- und Sportpolitik. Die Einrichtung der von ihm bereits 1972 beantragten Fußgängerzone gelang ihm erst nach mehreren Anläufen 1984. Entsprechendes gilt für die Stadthalle, die 1982 eröffnet und Mitte der 1990er Jahre als Veranstaltungs- und Kongresszentrum erweitert wurde.
Die 1978 im Zuge der bayerischen Gebietsreform erfolgte Eingemeindung der bis dahin selbständigen Gemeinden Aising, Pang und Westerndorf St. Peter war eine seiner ersten großen Aufgaben. Im Laufe seiner Amtszeit verbesserte er das Verhältnis zum Landkreis und zu den Umlandgemeinden entscheidend weiter, in den 1990er Jahren wurde u. a. dank seiner Initiative der Stadtumlandbereich Rosenheim SUR gegründet. Mit der italienischen Stadt Lazise am Gardasee wurde eine Städtepartnerschaft geschlossen.
Mit Hilfe der Städtebauförderung von Bund und Land hat Stöcker die Stadtsanierung und Verbesserung der Stadtqualität des Oberzentrums Rosenheim vorangebracht. Neben der Fußgängerzone und der Gestaltung des Max-Josef-Platzes 1984 konnten neben zahlreichen Parkhäusern 1988 das Baudenkmal Ausstellungszentrum Lokschuppen geschaffen und 1997 der Hofbräukomplex im Zuge des Programms Altstadt Ost saniert werden. Weitere vorrangige Anliegen waren ihm das Freizeitgelände Happinger-Au-See, der Umweltschutz mit einer neuen Großkläranlage im Norden der Stadt und der Ausbau des Müllheizkraftwerkes mit der Rauchgasreinigungsanlage bei den Stadtwerken sowie das Modell Fahrradfreundliche Stadt. 
Aber auch der wirtschaftliche Aufschwung der Stadt mit z. B. neuen Gewerbegebieten, wie Bauer in der Au, Schwaig, Sana- und Haslbergergelände beim TÜV hatte für ihn hohe Priorität. Einzelprojekte, wie die Sanierung und Erweiterung von Karstadt, die Sanierung der denkmalgeschützten Kunstmühle, die Ansiedlung von Weko nach dem ersten Bürgerentscheid in der städtischen Geschichte, die Entwicklung des innerstädtischen Beilhackgeländes und die Umwidmung des industriell geprägten Aichergeländes in den Aicherpark haben die Stadtentwicklung beeinflusst. Wichtige Straßenbauvorhaben fallen in seine Zeit als Oberbürgermeister, wie beispielsweise der Bau des Brückenbergs und die Umfahrung Panorama – Schwaig. Im Rahmen eines Stadtmarketingskonzepts stärkte er die Profilbildung der Stadt insbesondere als Holzstadt, Einkaufs- und Erlebnisstadt, Zentrum der Informations- und Kommunikationstechnik sowie Kultur-, Ausstellungs- und Kongressstadt und Wirtschaftsstandort. Ganz entscheidend trug er zur Gründung von leistungsfähigen Netzwerken der Wirtschaft bei, wie z. B. dem City Management Rosenheim e. V. und dem Rosik e. V.
Er schuf den Fassadenpreis, der einen wichtigen Baustein zur Stadtbildverschönerung darstellt. Die Stadt selbst ging mit guten Beispielen voran, wie z. B. mit der Sanierung des Baudenkmals Max-Josefs-Platz 4 mit dem Holztechnischen Museum. Aber auch der Erhalt, die Sanierung und Erweiterung des denkmalgeschützten Rathauses sind Beispiele. Er schaffte es auch, dass die Städtebauförderung um das Programm Soziale Stadt erweitert und zu einem Erfolgsmodell in Bayern wurde.
Die Stadtverwaltung mit ihren Betrieben baute er in seiner Amtszeit im Rahmen des Leitbildes Dienstleistungsunternehmen Stadt Rosenheim zu einem Dienstleistungskonzern aus und gründete zahlreiche städtische Unternehmen bzw. Gesellschaften, u. a. als erste Gesellschaft für die Stadt die Stadthallengesellschaft, die heutige Veranstaltungs- und Kongreß GmbH, 1984 nach einem ersten vergeblichen Anlauf die GRWS und die Umwandlung der Stadtwerke in eine GmbH & Co KG. Um die Leistungen für die Bürgerschaft noch weiter zu optimieren, wurden die Eigenbetriebe Klinikum, Baubetriebshof und Stadtentwässerung geschaffen. Das Dienstleistungsunternehmen Stadt Rosenheim erhielt zahlreiche öffentliche Auszeichnungen, wie Bayerische innovative Verwaltung, Wirtschaftsfreundliche Gemeinde, Fahrradfreundliche Stadt sowie verschiedene Architektur- und Stadtmarketingpreise.      
Es gelangen ihm auch zahlreiche kulturelle Aushängeschilder, wie der Bau der Volkshochschulgebäude und der Stadtbibliothek, des Jugendzentrums an der Reichenbachstraße und der Ausbau der Fachhochschule Rosenheim. Ein umfangreiches Schulkonzept für die Volks- und Realschulen sowie die drei städtischen Gymnasien, ein Kindergartenbauprogramm, ein Wohnungsbauprogramm, die Sanierung des Klinikums und der Aussegnungshalle auf dem Friedhof sowie die Sportförderung, u. a. der Bau von Turnhallen und der Sportanlagen an der Pürstlingstraße zählten ebenfalls zu Stöckers Prioritäten. Gegen sehr große Anfeindungen verhinderte er 1991 den Bau eines neuen Eisstadions mit zweiter Eisfläche, der die Stadt möglicherweise finanziell auch wegen der damit verbundenen Folgekosten überfordert hätte. Auch gelang ihm die Ansiedlung der Heckscher-Klinik für Kinder- und Jugendpsychiatrie. 
Im Rahmen der städtischen Grundstücksvorratspolitik konnte Ende der 1970er Jahre die Hartlwiese eingetauscht und auf ihr die Hauptschule Mitte, die Hauptfeuerwache und die kaufmännische Berufsschule sowie in den 1980er Jahren auf der von der Stadt erworbenen Flötzingerwiese die Gaborhalle und eine Grundschule errichtet werden. Die Vorratsfläche war so groß, dass darauf nach seiner Amtszeit auch noch das Heilpädagogische Zentrum realisiert werden konnte. Auf einer weiteren innerstädtischen Fläche, die die Stadt erworben hatte, konnten das neue Finanzamt und das Emmy-Schuster-Haus, eine Wohnanlage für 60 Behinderte, gebaut werden.   
Sein soziales Engagement beweisen die Gründung u. a. des Fördervereins Integriertes Wohnen an der Schießstattstraße Rosenheim e. V., des Vereins pro Arbeit, seiner Kultur- und Sozialstiftung Dr. Michael Stöcker, der Anne-Oswald-Stiftung, seine Arbeit als Vorsitzender des Kuratoriums der Emmy-Schuster-Holzammer-Stiftung und seine Mitarbeit in zahlreichen karitativen Einrichtungen der Stadt. Im Oktober 2015 wurde er posthum zum Ehrenvorstand der Maria-Bergmann-Stiftung ernannt. Die sozialen Wohnungsbrennpunkte in der Stadt wie das Kaiserbad und die Ruedorfferau – Letztere war die Grundlage für die Firmenentwicklung Kettner bzw. Krones – konnte er bereinigen und die Wohnungen u. a. in der Endorferau mit Hilfe der GRWS und hohen staatlichen Fördermitteln sanieren. 
Für die Landesgartenschau 2010 in Rosenheim hatte er während seiner Amtszeit noch die entscheidenden Weichen gestellt.
Seine Wiederwahlen als Oberbürgermeister 1983, 1989 und 1995 gelangen ihm als CSU-Kandidat Rosenheim-Stadt, deren Kreisvorsitzender er mehrere Jahre war, jeweils mit deutlicher Mehrheit. 
Er war viele Jahre Obmann der kreisfreien Städte des Bayerischen Städtetags in Oberbayern, stellvertretender Vorsitzender der Planungsregion Südostoberbayern, Vorstandsmitglied im VKU, Mitglied im Sparkassenverband und zahlreichen anderen Gremien, Verbänden und Stiftungen.
Seine Amtszeit als Oberbürgermeister endete nach 25 Jahren am 30. April 2002. Am 9. April 2013 verstarb Michael Stöcker überraschend im 75. Lebensjahr.

## Auszeichnungen
1994 erhielt Stöcker das Verdienstkreuz am Bande des Verdienstordens der Bundesrepublik Deutschland, 1999 das Bundesverdienstkreuz Erster Klasse. Im Jahr 2001 folgte die Verleihung des Bayerischen Verdienstordens. Des Weiteren erhielt nach Ende seiner letzten Amtszeit den Ehrentitel Altoberbürgermeister und wurde zum Ehrenbürger der Stadt Rosenheim ernannt.